# Chance Myers
Chance Russel Myers (Thousand Oaks, 7 dicembre 1987) è un ex calciatore statunitense, di ruolo centrocampista.

## Carriera
Nel 2008 viene selezionato come 1ª scelta dai Kansas City Wizards. Il 9 aprile 2008 esordisce professionisticamente in MLS contro il N.E. Revolution ma non riesce a mantenere il posto fisso in squadra a causa di diversi infortuni nel corso della stagione.
Il 28 aprile 2013 realizza le prime due reti in MLS contro i Portland Timbers, non sufficienti però ad evitare la sconfitta per 3-2 in casa.
Il 23 gennaio 2017 rimane svincolato e firma con i Timbers.
Il 20 luglio 2017 esordisce con la nuova squadra partendo da titolare nel match di MLS contro il Real Salt Lake ma è costretto ad uscire alla fine del primo tempo a causa di un infortunio muscolare.
Il 28 febbraio 2018 viene svincolato dal club.

## Statistiche
Statistiche aggiornate al 20 settembre 2018.
| Stagione                    | Squadra                     | Campionato                  | Campionato | Campionato | Coppe nazionali | Coppe nazionali | Coppe nazionali | Coppe continentali | Coppe continentali | Coppe continentali | Altre coppe | Altre coppe | Altre coppe | Totale | Totale |
| Stagione                    | Squadra                     | Comp                        | Pres       | Reti       | Comp            | Pres            | Reti            | Comp               | Pres               | Reti               | Comp        | Pres        | Reti        | Pres   | Reti   |
| --------------------------- | --------------------------- | --------------------------- | ---------- | ---------- | --------------- | --------------- | --------------- | ------------------ | ------------------ | ------------------ | ----------- | ----------- | ----------- | ------ | ------ |
| 2008                        | Sporting Kansas City        | MLS                         | 10         | 0          | USOC            | 1               | 0               |                    | -                  | -                  |             | -           | -           | 11     | 0      |
| 2009                        | Sporting Kansas City        | MLS                         | 6          | 0          | USOC            | -               | -               |                    | -                  | -                  |             | -           | -           | 6      | 0      |
| 2010                        | Sporting Kansas City        | MLS                         | 15         | 0          | USOC            | -               | -               |                    | -                  | -                  |             | -           | -           | 15     | 0      |
| 2011                        | Sporting Kansas City        | MLS                         | 28+3       | 0          | USOC            | 1               | 0               |                    | -                  | -                  |             | -           | -           | 32     | 0      |
| 2012                        | Sporting Kansas City        | MLS                         | 30+2       | 0          | USOC            | 4               | 0               |                    | -                  | -                  |             | -           | -           | 36     | 0      |
| 2013                        | Sporting Kansas City        | MLS                         | 27+5       | 2+0        | USOC            | 1               | 0               | CCL                | 1                  | 0                  |             | -           | -           | 34     | 2      |
| 2014                        | Sporting Kansas City        | MLS                         | 7          | 0          | USOC            | -               | -               | CCL                | -                  | -                  |             | -           | -           | 7      | 0      |
| 2015                        | Sporting Kansas City        | MLS                         | 13         | 0          | USOC            | 4               | 0               |                    | -                  | -                  |             | -           | -           | 17     | 0      |
| 2016                        | Sporting Kansas City        | MLS                         | 11         | 0          | USOC            | 1               | 0               | CCL                | 1                  | 0                  |             | -           | -           | 13     | 0      |
| Totale Sporting Kansas City | Totale Sporting Kansas City | Totale Sporting Kansas City | 157        | 2          |                 | 12              | 0               |                    | 2                  | 0                  |             | -           | -           | 171    | 2      |
| 2016                        | Swope Park Rangers          | USL                         | 1          | 0          | USOC            | -               | -               |                    | -                  | -                  |             | -           | -           | 1      | 0      |
| 2017                        | Portland Timbers II         | USL                         | 2          | 0          | USOC            | -               | -               |                    | -                  | -                  |             | -           | -           | 2      | 0      |
| 2017                        | Portland Timbers            | MLS                         | 1          | 0          | USOC            | -               | -               |                    | -                  | -                  |             | -           | -           | 1      | 0      |
| Totale carriera             | Totale carriera             | Totale carriera             | 161        | 2          |                 | 12              | 0               |                    | 2                  | 0                  |             | -           | -           | 175    | 2      |

## Palmarès

### Competizioni Nazionali
- U.S. Open Cup: 2

Sporting Kansas City: 2012, 2015
- Campionato MLS: 1

Sporting Kansas City: 2013